# Frederic von Franquemont
Friedrich von Franquemont (5 de marzo de 1770, en Ludwigsburg - 2 de enero de 1842) fue un General de Infantería de Württemberg bajo Napoleón durante las Guerras Napoleónicas y más tarde secretario de Guerra.

## Vida
Franquemont era hijo de una unión ilegítima de Charles Eugene, duque de Württemberg (1728-1793) y la bailarina Regina Monti. El 5 de julio de 1775, a la edad de cinco años ingreso a la escuela secundaria. En 1787, dejó la escuela como segundo teniente y se fue al Regimiento del Cabo de Württemberg, en el que sirvió para la Compañía Neerlandesa de las Indias Orientales. Primero en Sudáfrica, luego en Batavia y Trincomalee en Ceilán, donde en 1795 a la edad de 25 años fue capturado por los británicos. Retenido en Madrás, llegó a Inglaterra y fue liberado en 1800.
Luego, se incorporó al servicio de Württemberg. Primero, se convirtió en capitán y luego ascendió en rápida sucesión, por lo que en 1807, fue coronel del 1.er Batallón del Regimiento Kronprinz. En 1808 fue nombrado general de división. En 1812, era teniente general. Estuvo al mando de la Guardia de Infantería en 1814. El 6 de noviembre de 1813, fue ascendido a mariscal de campo. En las Guerras Napoleónicas, estuvo del lado de Napoleón, en la Batalla de Wartenburg, Batalla de Bautzen, donde fue gravemente herido, y Batalla de Dennewitz.
En 1815, Franquemont fue jefe de la Fuerza Expedicionaria de Württemberg en las fuerzas aliadas.
Después de la guerra, Guillermo I de Württemberg lo nombró ministro de Estado y jefe del Departamento de Guerra (Ministro de Guerra) el 9 de noviembre de 1816. Desde el 9 de noviembre de 1816 al 10 de agosto de 1829, también fue miembro del Privy Council. En 1818, el rey Guillermo le otorgó la Gran Cruz de la corona de la Orden de Württemberg. En 1819, fue nombrado miembro vitalicio de la Cámara de los Lores de Württemberg. En 1820, reorganizó el ejército de Württemberg junto con el barón Ernst von Hill. En 1823, terminó su carrera como ministro y se convirtió en comandante del Regimiento de Infantería N ° 6 del Príncipe Heredero. En agosto de 1829 dimitió de su cargo por motivos de salud.